# Rulldalstjärnen
Rulldalstjärnen är en sjö i Åre kommun i Jämtland och ingår i Indalsälvens huvudavrinningsområde. Sjön har en area på 0,0707 kvadratkilometer och ligger 677,3 meter över havet. Rulldalstjärnen ligger i Vålådalen Natura 2000-område. Sjön avvattnas av vattendraget Fangan.

## Delavrinningsområde
Rulldalstjärnen ingår i det delavrinningsområde (700632-137674) som SMHI kallar för Ovan Lillån. Medelhöjden är 762 meter över havet och ytan är 31,44 kvadratkilometer. Räknas de 8 avrinningsområdena uppströms in blir den ackumulerade arean 46,34 kvadratkilometer. Fangan som avvattnar avrinningsområdet har biflödesordning 3, vilket innebär att vattnet flödar genom totalt 3 vattendrag innan det når havet efter 328 kilometer. Avrinningsområdet består mestadels av skog (71 procent) och kalfjäll (23 procent). Avrinningsområdet har 0,41 kvadratkilometer vattenytor vilket ger det en sjöprocent på 1,3 procent.